# Athies Communal Cemetery Extension
Le  Athies Communal Cemetery Extension , Extension du cimetière communal d'Athies  est un cimetière militaire de la Première Guerre mondiale, situé sur le territoire de la commune d'Athies, dans le département du Pas-de-Calais, à l'est d'Arras.
Un autre cimetière britannique est implanté sur le territoire de la commune, le Point-du-Jour Military Cemetery.

## Localisation
Ce cimetière jouxte le cimetière communal dans le centre du village.

## Histoire

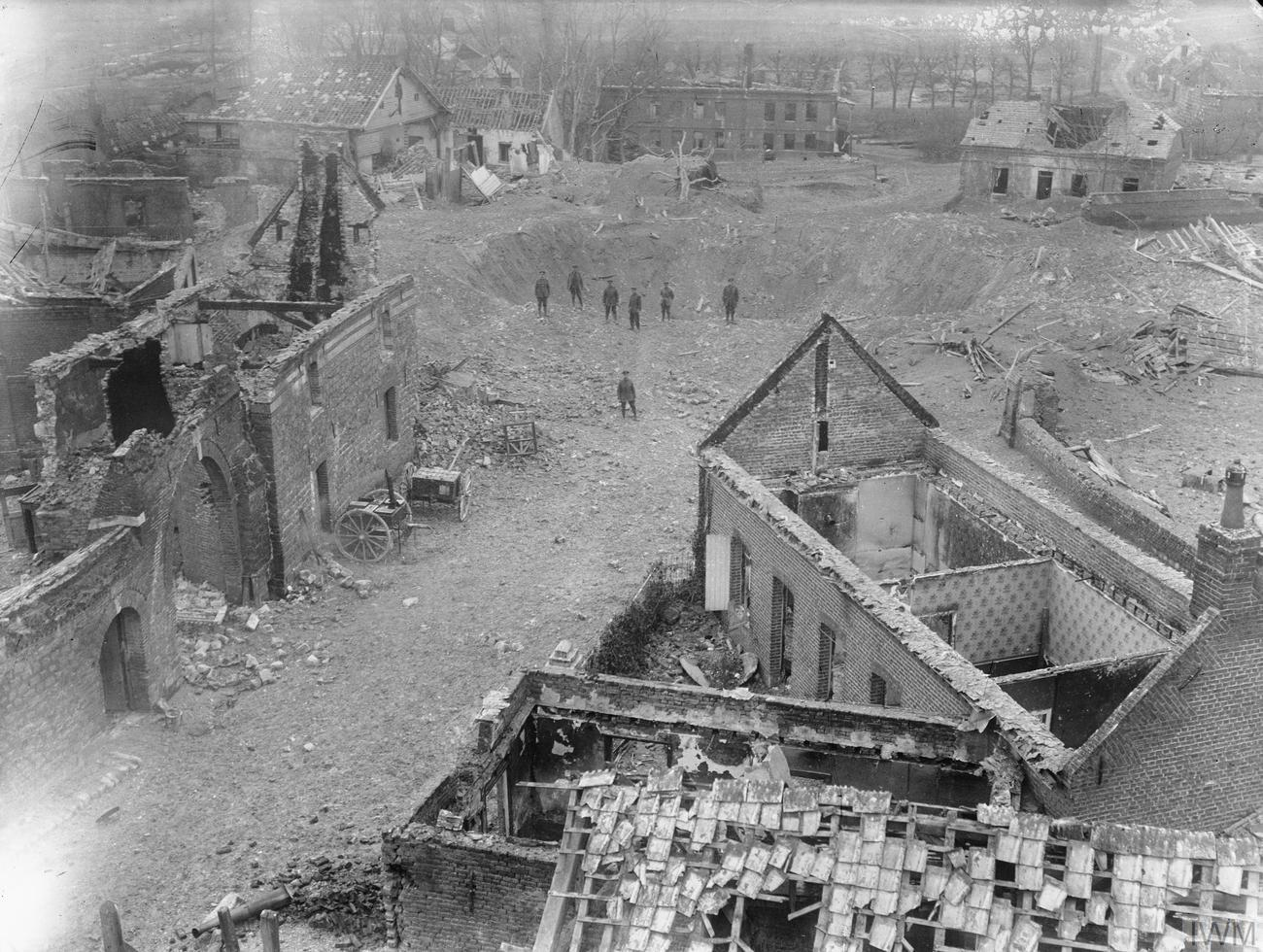
Cratère de mine à Athies en avril 1917.

Aux mains des Allemands depuis septembre 1914, Athies a été capturée par la 9è division écossaise, le 9 avril 1917, premier jour de la bataille d'Arras (1917). Le secteur est resté  aux mains des Alliés jusqu'à la fin de la guerre.
Ce cimetière a été commencé en avril 1917 pour inhumer les soldats tombés lors de la prise du village. Il contient 251 sépultures du Commonwealth de la Première guerre mondiale et des commémorations dont 32  ne sont pas identifiées, mais des mémoriaux spéciaux commémorent trois victimes connues pour être enterrées parmi elles.
L'extension contient également 41 sépultures de la Seconde Guerre mondiale, dont dix non identifiées, datant pour la plupart de mai 1940 et de l'avancée allemande dans le nord de la France.

## Caractéristiques
Ce cimetière a un plan trapézoïdal. Il est clos par un muret de briques sur 3 côtés.

## Galerie

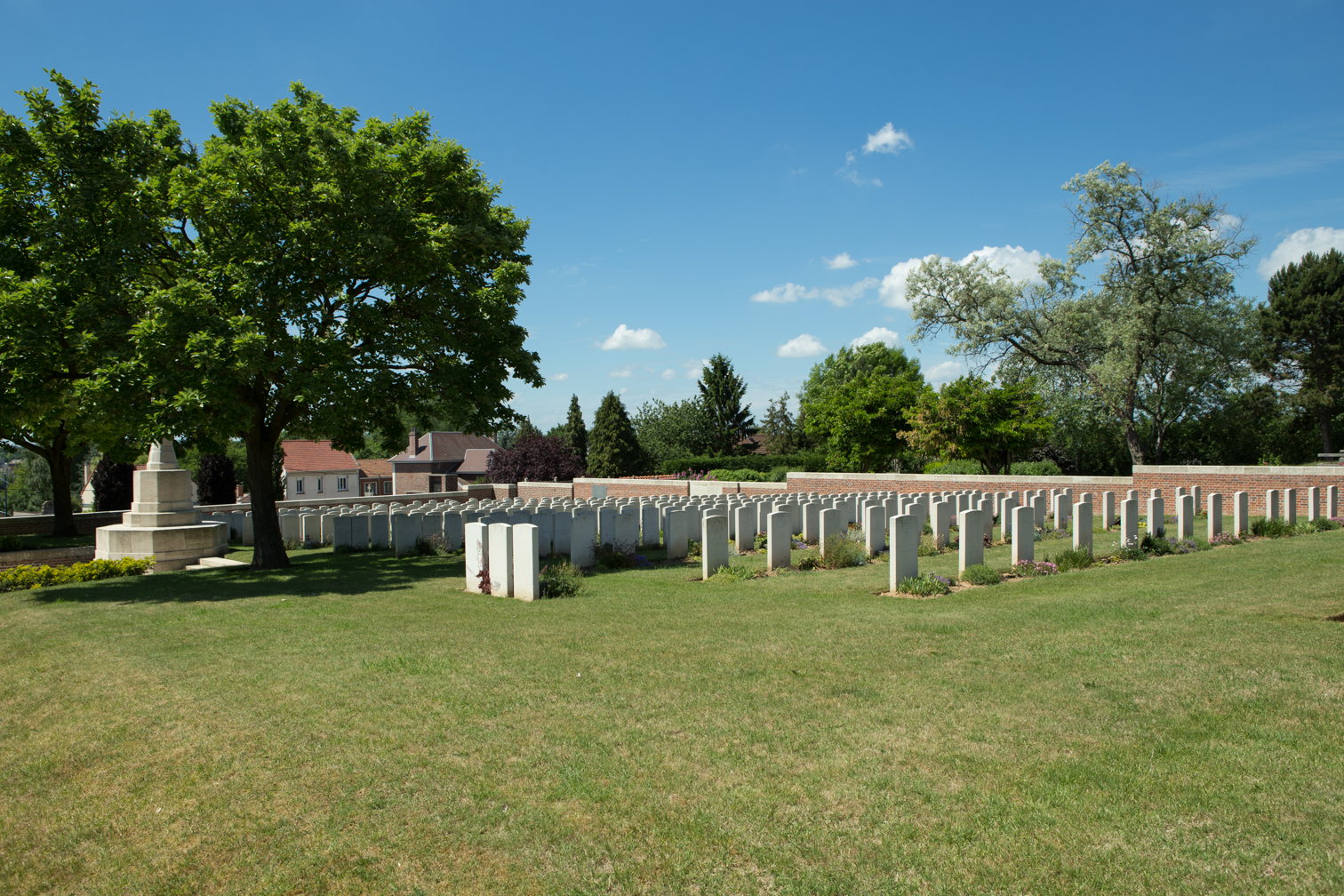
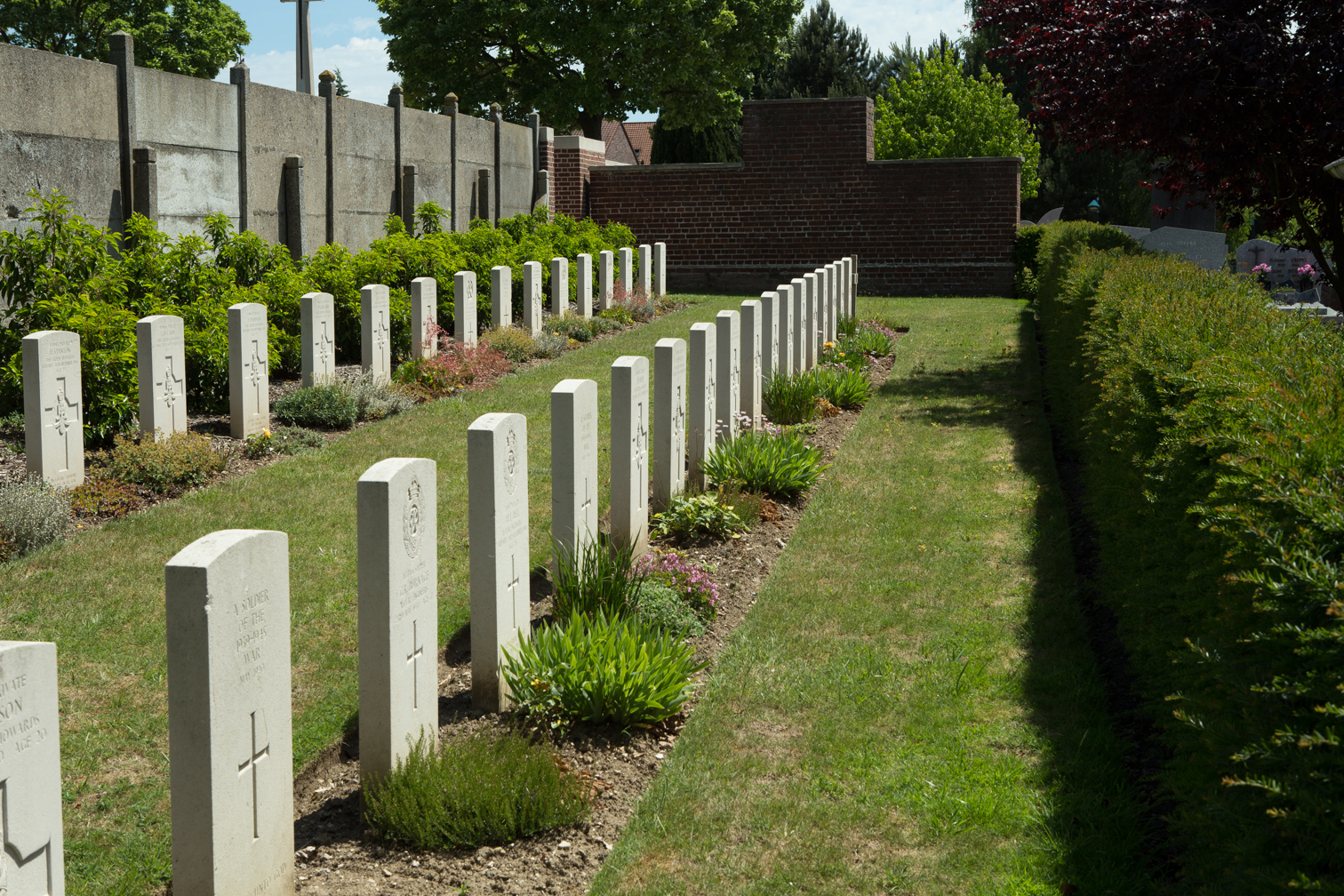
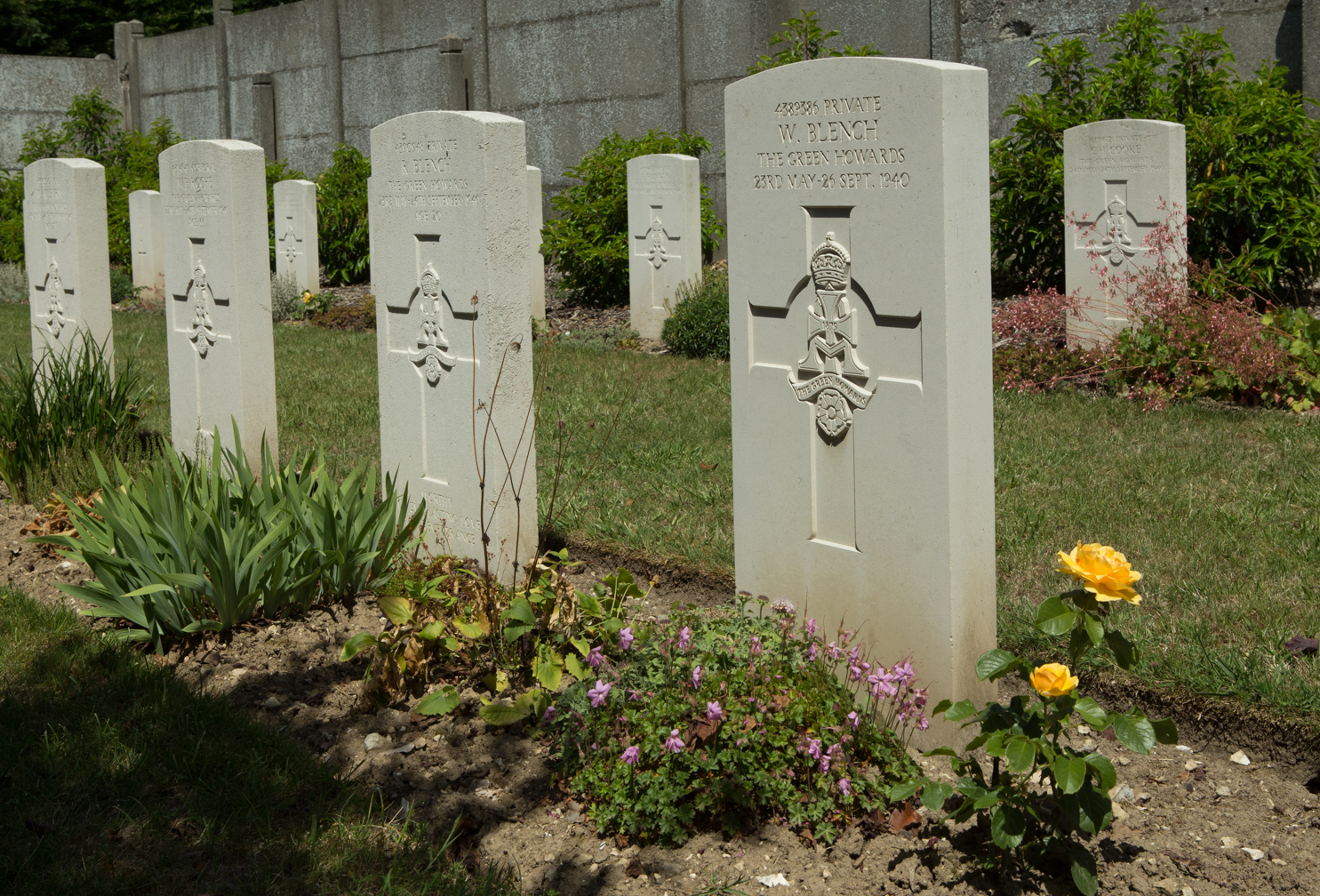
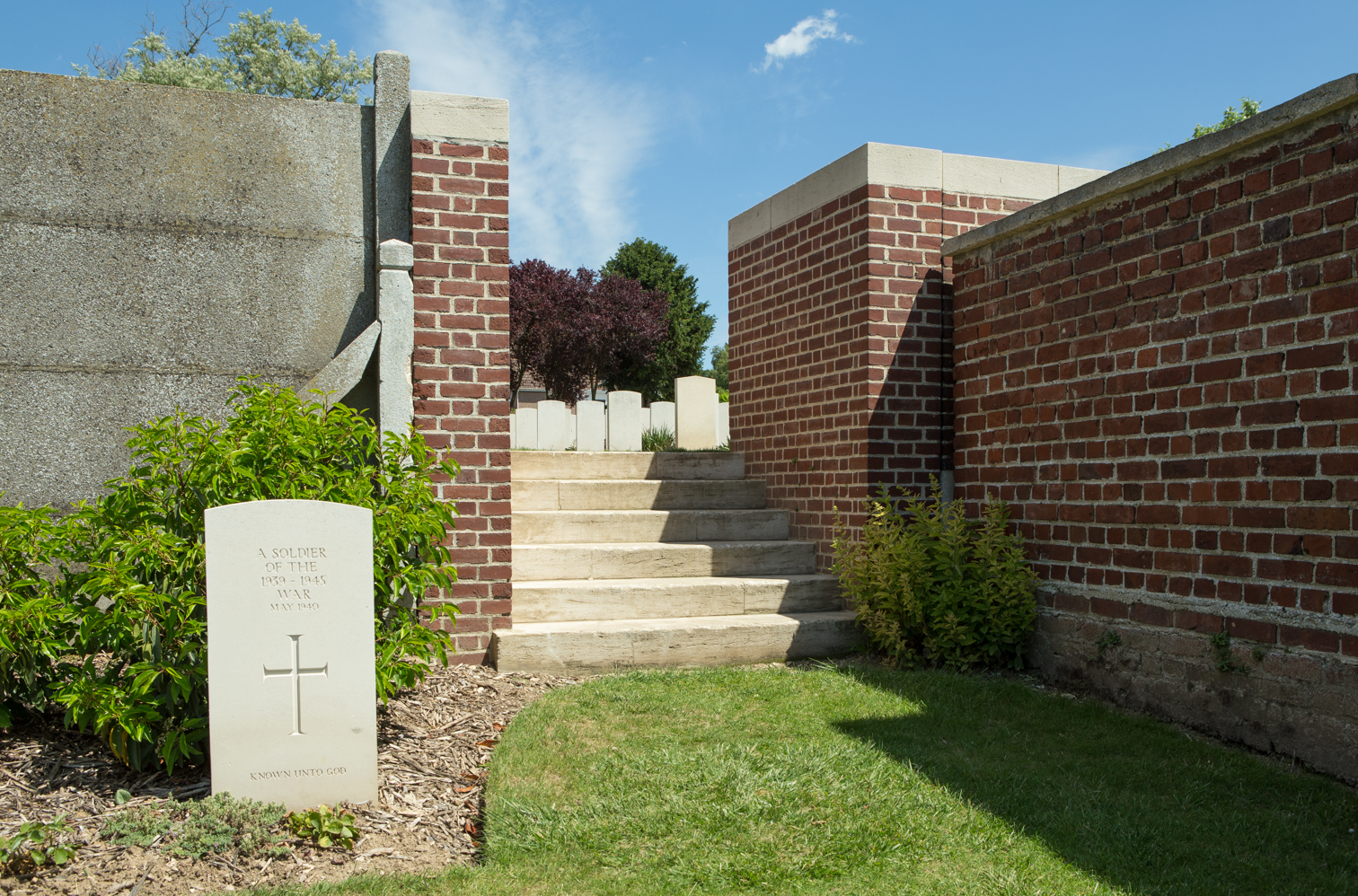
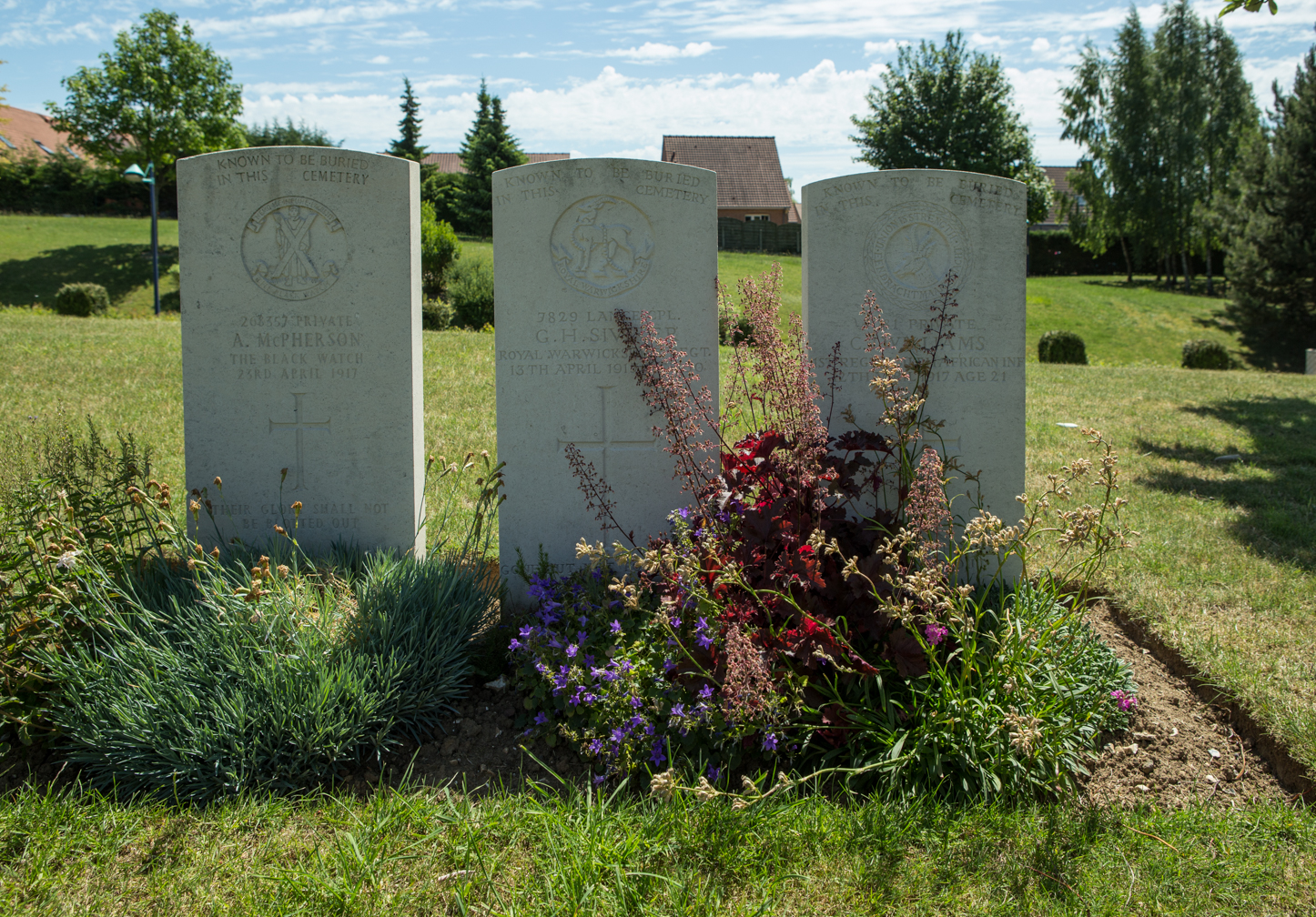
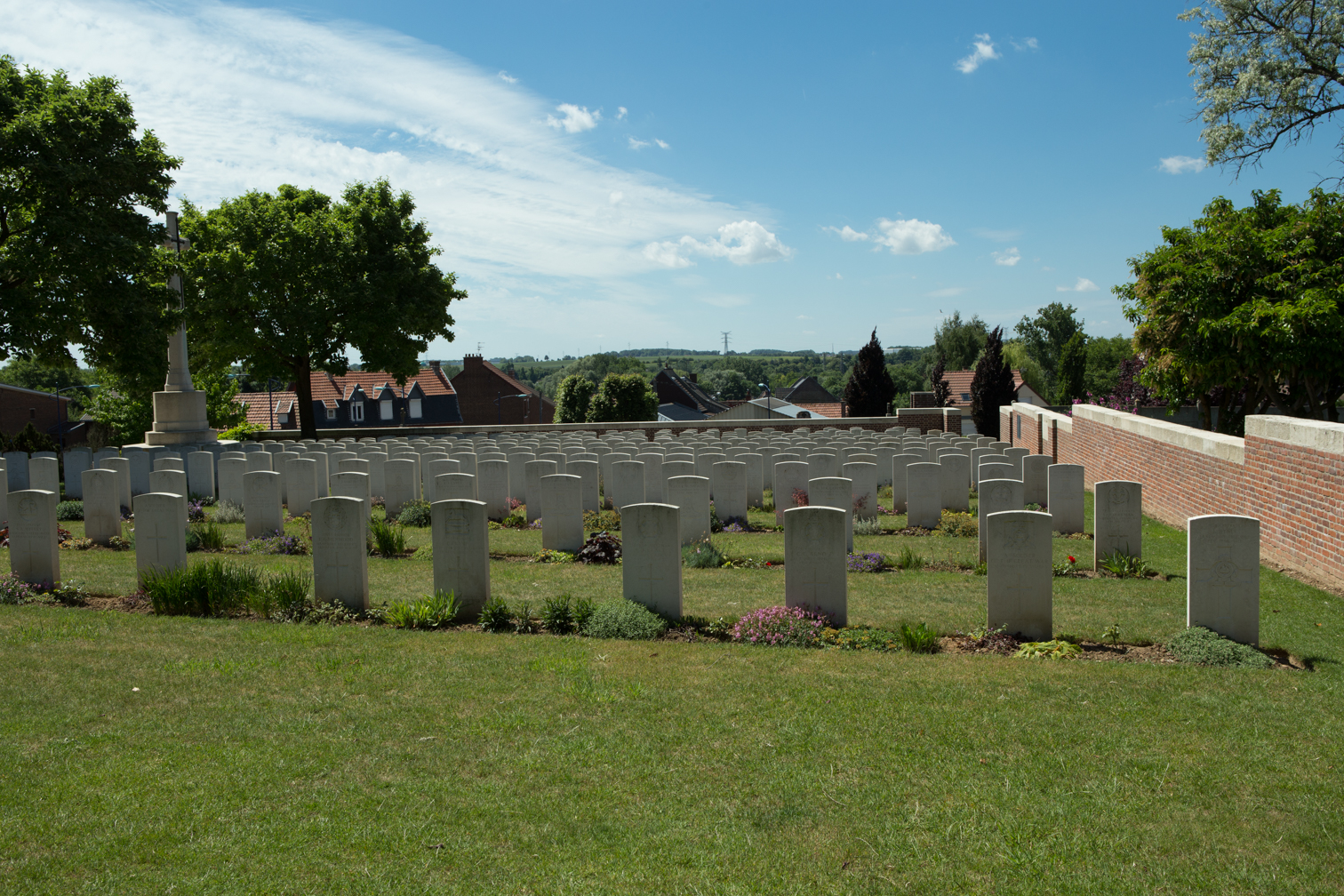
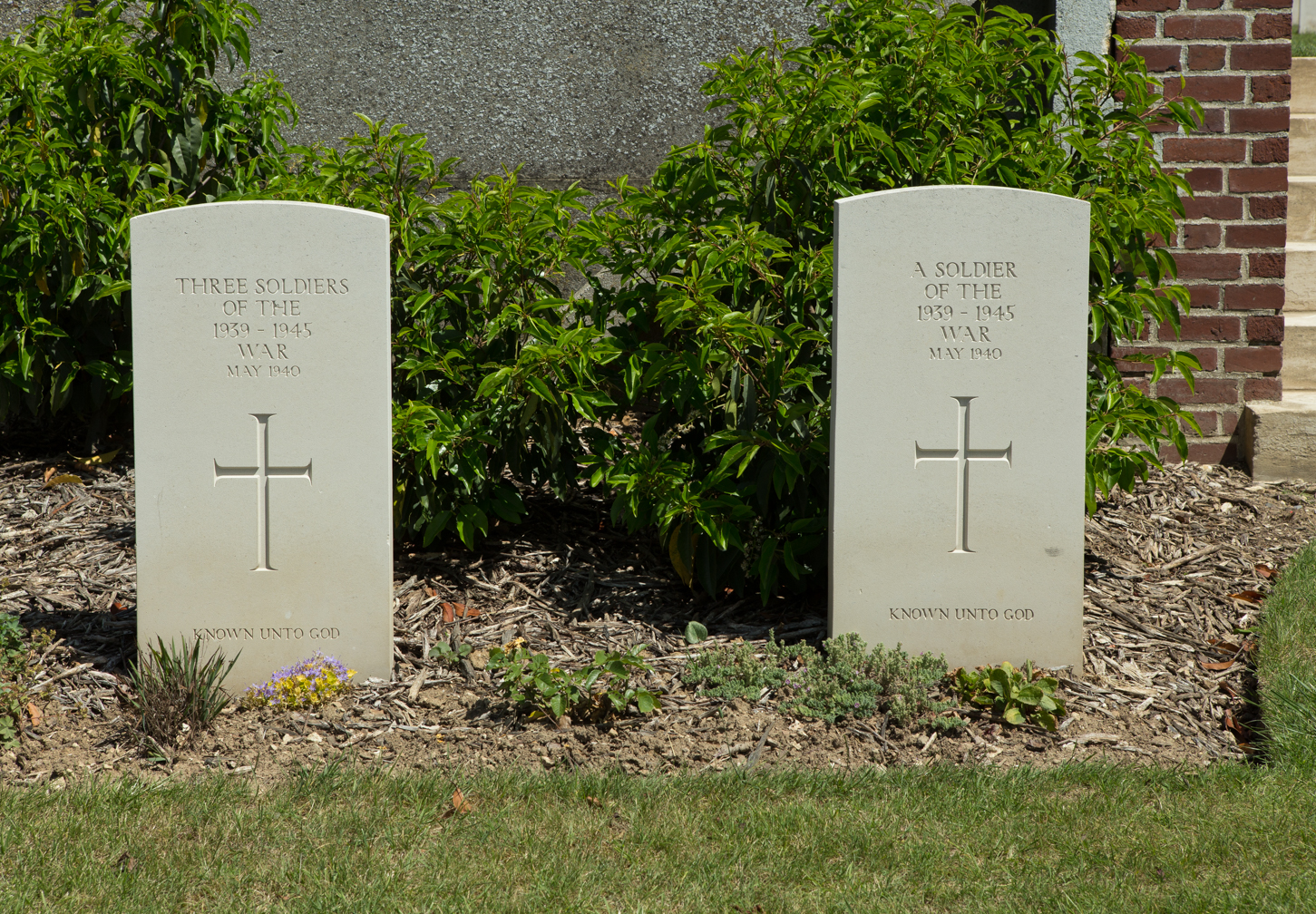

## Sépultures
| Pays           | Sépultures |
| -------------- | ---------- |
| Royaume-Uni    | 258        |
| Australie      | 1          |
| Afrique du Sud | 21         |
| Allemagne      | 1          |
| Total          | 281        |

## Pour approfondir